# Albizia mainaea
Albizia mainaea är en ärtväxtart som beskrevs av Villiers. Albizia mainaea ingår i släktet Albizia och familjen ärtväxter. Inga underarter finns listade i Catalogue of Life.